# Мраморные солнечные часы
Мраморные солнечные часы — памятник архитектуры XVIII века, установленный на центральной площади села Мраморского Полевского муниципального округа Свердловской области и представляющий собой солнечные часы вертикального исполнения.
Солнечные часы изготовлены мастерами Мраморского карьера в 1773 году, что подтверждается высеченной над южным циферблатом датой. Автор проекта неизвестен; по одной из версий им мог стать итальянец Антонио Ринальди.
Часы представляют собой столб, смонтированный в виде обелиска из шести кубических блоков, выполненных из серого местного мрамора, и подставки. На этой подставке и установлены сами солнечные часы в виде блока того же размера, но из белого мрамора, с высеченными на его четырех сторонах циферблатами. В центре каждого циферблата было установлено по два металлических стержня, которые в солнечные дни отбрасывали тень, показывавшую время. Общая высота памятника составляет 3,5 метра.
В 1986 году на Полевском тракте была установлена копия памятника.
В настоящее время часы являются памятником архитектуры федерального значения. Взяты под охрану государства Постановлением Совета Министров РСФСР в 1974 году.